# Lonlay-le-Tesson
Lonlay-le-Tesson ist eine französische Gemeinde mit 229 Einwohnern (Stand: 1. Januar 2022) im Département Orne in der Region Normandie. Sie gehört zum Arrondissement Argentan und zum Kanton La Ferté-Macé. Die Einwohner werden Lonlayens genannt.

## Geografie
Lonlay-le-Tesson liegt etwa 35 Kilometer westsüdwestlich von Argentan. Umgeben wird Lonlay-le-Tesson von den Nachbargemeinden Le Ménil-de-Briouze im Norden und Westen, Lignou im Norden und Nordosten, Faverolles im Nordosten, Le Grais im Süden und Osten sowie Les Monts d’Andaine im Südwesten.

## Bevölkerungsentwicklung
| 1962                      | 1968 | 1975 | 1982 | 1990 | 1999 | 2006 | 2011 | 2016 |
| ------------------------- | ---- | ---- | ---- | ---- | ---- | ---- | ---- | ---- |
| 319                       | 293  | 264  | 215  | 220  | 227  | 248  | 250  | 223  |
| Quelle: Cassini und INSEE |      |      |      |      |      |      |      |      |

## Sehenswürdigkeiten
- Kirche Notre-Dame-de-l'Assomption aus dem 19. Jahrhundert

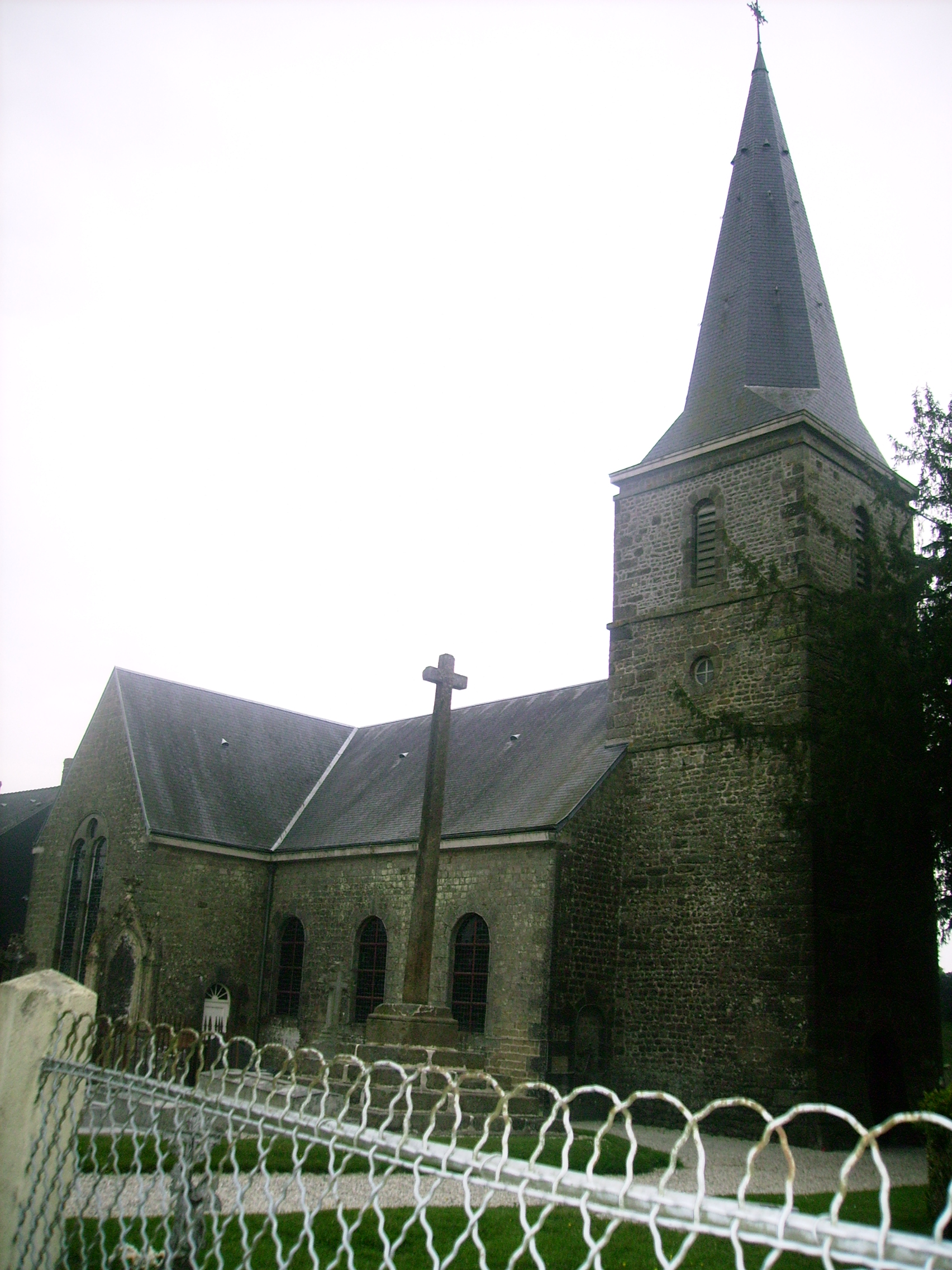
Kirche Notre-Dame-de-l'Assomption